# Streblocera bredoi
Streblocera bredoi är en stekelart som beskrevs av De Saeger 1942. Streblocera bredoi ingår i släktet Streblocera och familjen bracksteklar. Inga underarter finns listade i Catalogue of Life.